# 鈴木勝吾
鈴木 勝吾（日语：すずき しょうご，1989年2月4日—），日本男性演員。身高174公分，隸屬於HIRATA OFFICE。出身自日本神奈川縣小田原市。
2009年2月以『侍戰隊真劍者』作為演員出道，他的角色為「谷千明／真劍綠」。

## 演出經歷

### 電視
- 侍戰隊真劍者（2009年2月－） - 飾演 谷千明／真劍綠
- 假面騎士DECADE（2009年7月） - 飾演 谷千明／真劍綠
- 同窓会〜ラブ・アゲイン症候群（2010年4月 - 6月） - 飾演 浩太
- ヘヴンズ・ロック 〜Heaven's Rock〜（2010年7月 -） - 飾演 龍一
- 古代少女隊ドグーンV（2010年10月 -） - 飾演 月宮翔太

### 電影
- 侍戰隊真劍者 銀幕版 天下分け目の戦（2009年、東映） - 飾演 谷千明／真劍綠
- 侍戰隊真劍者VS轟音者 銀幕BANG!!（2010年、東映） - 飾演 谷千明／真劍綠
- 天装戰隊護星者VS真劍者 Epic on 銀幕（2011年、東映） - 飾演 谷千明／真劍綠
- 豪快者 護星者 超級戰隊199英雄大決戰（2011年、東映） - 飾演 谷千明／真劍綠
- BADBOYS（2011年公開予定）- 飾演 桐木司
- HE-LOW THE FINAL（2022年）

## 外部連結
- 鈴木勝吾官方檔案 （页面存档备份，存于）
- Smiling days★ （页面存档备份，存于） - 鈴木勝吾官方日誌
- 『ココア男。』オフィシャルウェブサイト
- 鈴木勝吾官方Twitter （页面存档备份，存于）

| 前任： 碓井將大 （炎神戰隊轟音者） | 日本超級戰隊系列綠色戰士演員 侍戰隊真劍者 2009年2月15日-2010年2月7日 | 繼任： 伊藤陽佑 （天裝戰隊護星者） |